# ジョー＝ウィルフリード・ツォンガ
ジョー＝ウィルフリード・ツォンガ（Jo-Wilfried Tsonga, 1985年4月17日 - ）は、フランス・ル・マン出身の元男子プロテニス選手。ATPツアーでシングルス18勝、ダブルス4勝を挙げた。ATPランキング自己最高位はシングルス5位、ダブルス33位。身長188cm、体重91kg。右利き、バックハンド・ストロークは主に両手打ちだが、時折スライス以外でも片手打ちをすることもある。

## 選手経歴

### ジュニア時代
ツォンガはフランス人の男子テニス選手として、リシャール・ガスケやガエル・モンフィスらと同年代に位置している。ツォンガの醸し出す独特な雰囲気から“テニス界のモハメド・アリ”と呼ばれることがある。プロサッカー選手のシャルル・ヌゾクビアは、ツォンガのはとこにあたる。
ツォンガの父親はコンゴ共和国から移住した元ハンドボール選手で、母親はフランス人の教師であった。ツォンガはジュニア選手時代、2003年全米オープンのジュニア男子シングルス決勝でマルコス・バグダティスを7-6, 6-3 で破って優勝。
| ジュニアグランドスラム |    |    |    |
| 全豪オープン           | A  | SF | SF |
| 全仏オープン           | 1R | QF | SF |
| ウィンブルドン         | A  | 3R | SF |
| 全米オープン           | A  | 3R | W  |

### 2004年 プロ転向
2004年からプロ転向したが、ツォンガはプロ転向直後から数多くの病気に悩まされる。2004年11月から2005年3月まで椎間板ヘルニアを患い、2005年後半から2006年にかけては右肩・背中・腹部などの故障を抱えたため、テニスツアーへの出場さえおぼつかない時期が長期間続いた。

### 2007年 ツアーダブルス初優勝
ツォンガが初めて世界的な知名度を獲得したのは、2007年ウィンブルドンの4回戦進出である。この大会では、ツォンガは世界ランキング110位から勝ち上がり、4回戦で少年時代からのライバルの1人だったリシャール・ガスケに敗れた。この頃から、ツォンガの雰囲気は「モハメド・アリに似ている」と評判になったという。続く全米オープンでも、ツォンガは3回戦まで勝ち進んだが、この時の2回戦でティム・ヘンマンの4大大会最後の対戦相手になっている。長年イギリスの国民的英雄だった33歳のヘンマンは、9月中旬のデビスカップ「ワールドグループ・プレーオフ」イギリス対クロアチア戦を最後に現役を引退することを表明していた。そのヘンマンを7-6, 2-6, 7-5, 6-4で破ったツォンガは、続く3回戦で第2シードのラファエル・ナダルに6-7, 2-6, 1-6で敗退した。10月に母国フランスでの南フランス・オープンのダブルスで同国のセバスチャン・グロジャンと組み、男子ツアーのダブルス初優勝を果たす。

### 2008年 全豪準優勝 マスターズ初優勝 トップ10入り

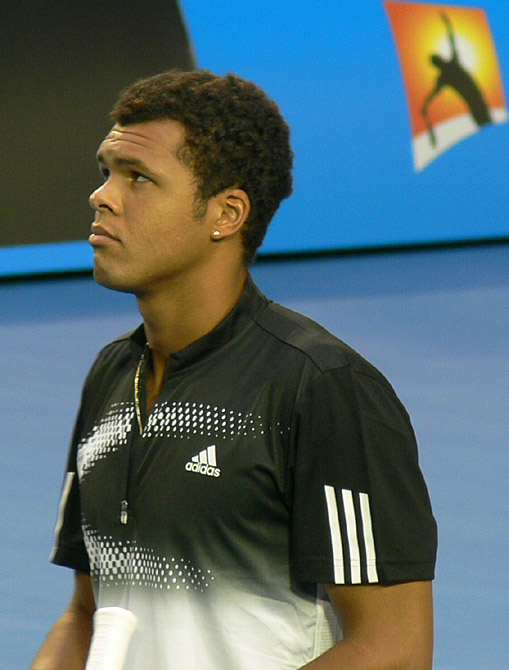
2008年全豪オープンでのジョー＝ウィルフリード・ツォンガ

ツォンガは全豪オープンで旋風を起こし、世界ランキング38位のノーシードから決勝に勝ち進んだ。1回戦で第9シードのアンディ・マリーを破った勝利から始まり、4回戦でライバルのガスケ、準々決勝でミハイル・ユージニーを破ると、準決勝でも第2シードのナダルを6-2, 6-3, 6-2のストレートで破り、旋風を沸き起こした。ツアー経歴で最初のシングルス決勝進出をグランドスラムで決めた選手は、1997年全仏オープンで世界ランキング66位から初優勝したグスタボ・クエルテン以来の快挙となった。決勝では準決勝で世界1位のロジャー・フェデラーを破った第3シードのノバク・ジョコビッチに6-4, 4-6, 3-6, 6-7で敗れ、この大会の準優勝者となった。
全豪オープン終了後、ツォンガは男子テニス国別対抗戦・デビスカップフランス代表選手に初選出され、ワールドグループ1回戦の対ルーマニア戦で代表デビューした。ところが、デビスカップのシングルス第2試合のアンドレイ・パベル戦で右膝の故障に見舞われ、全仏オープンとウィンブルドンの出場を断念する。その後全米オープンから復帰し、第19シードとしてトミー・ロブレドとの3回戦まで進出した。全米オープン終了後のタイ・オープン決勝で、ツォンガは全豪決勝で敗れたジョコビッチを7-6, 6-4のストレートで下し、男子ツアーのシングルス初優勝を果たす。
初来日となったジャパン・オープン・テニス選手権ではビクトル・トロイツキとの3回戦を途中棄権したが、10月末のパリ・マスターズ決勝でダビド・ナルバンディアンを6-3, 4-6, 6-4で破り、マスターズでも初優勝を決めた。これにより、ツォンガの世界ランキングは7位に上がった。男子ツアー年間最終戦のテニス・マスターズ・カップにも初出場したが、ここではラウンドロビン敗退に終わっている。

### 2009年 マスターズダブルス初優勝

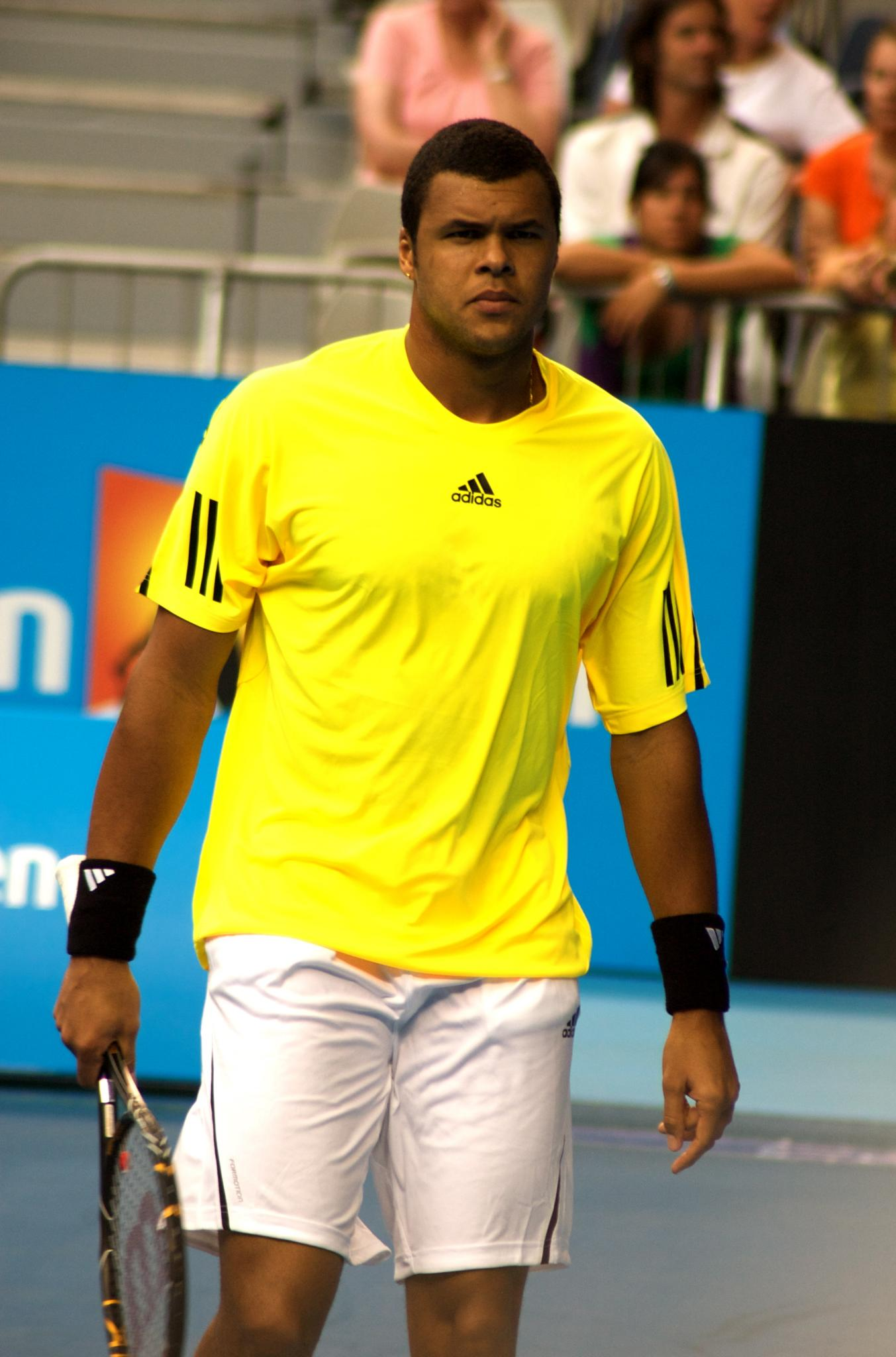
2009年全豪オープンでのジョー＝ウィルフリード・ツォンガ

2009年度の成績は、全豪オープンはベスト8で止まったが、全仏オープンと全米オープンで初の4回戦進出があった。10月第2週に、ツォンガは2年連続2度目のジャパン・オープン・テニス選手権に出場し、第2シードから大会初優勝を果たした。

### 2010年 全豪ベスト4 デビス杯準優勝

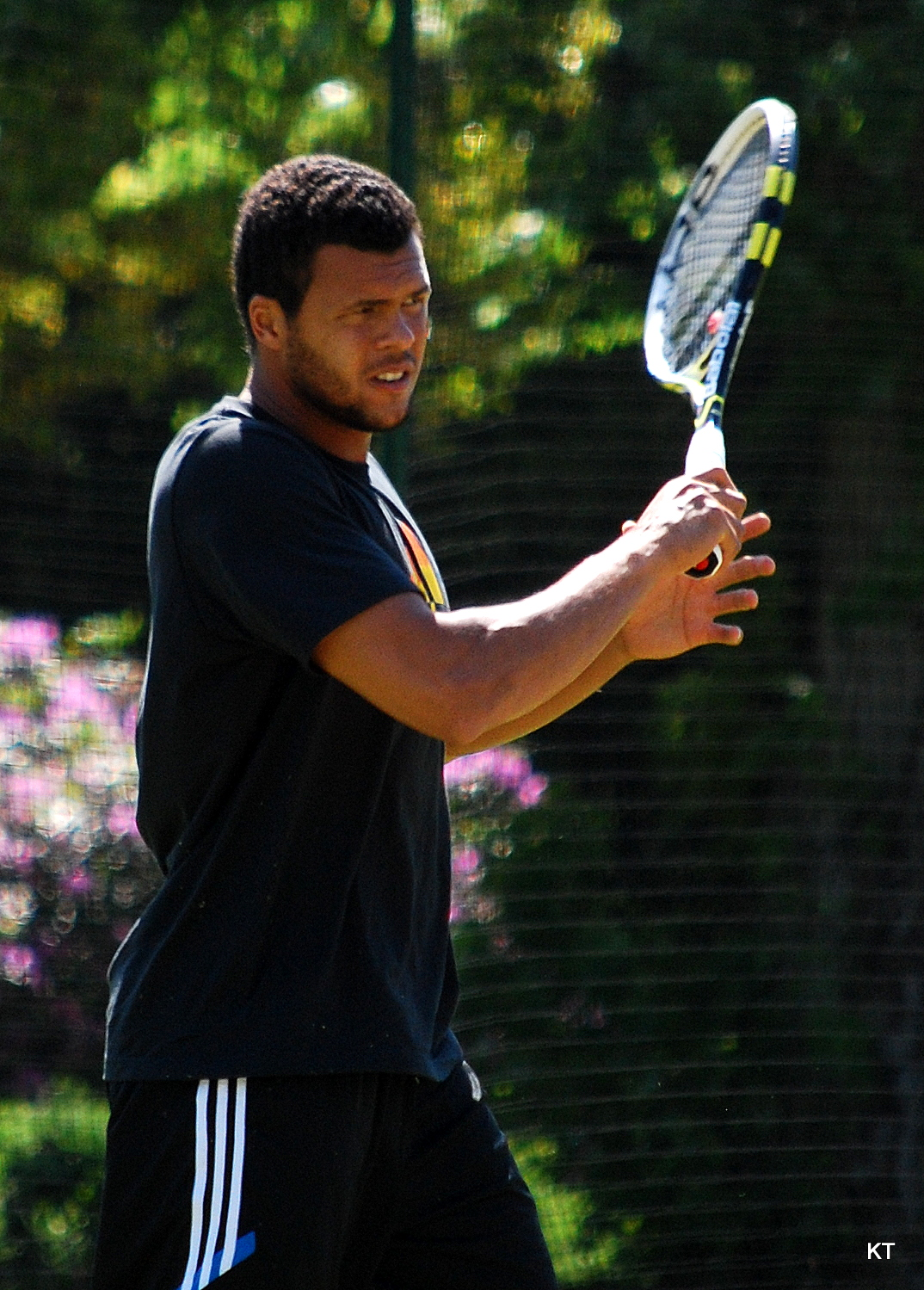
2010年ボルドー・チャレンジャーでのジョー＝ウィルフリード・ツォンガ

2010年の全豪オープンで、ツォンガは2年ぶり2度目のベスト4に勝ち上がった。準々決勝では、2年前の同大会決勝戦で敗れたジョコビッチを7-6(8), 6-7(5), 1-6, 6-3, 6-1で破ったが、続く準決勝で第1シードのフェデラーに2-6, 3-6, 2-6で完敗し、2年ぶりの決勝進出はならなかった。

### 2011年 ウィンブルドンベスト4 ATPファイナルズ準優勝

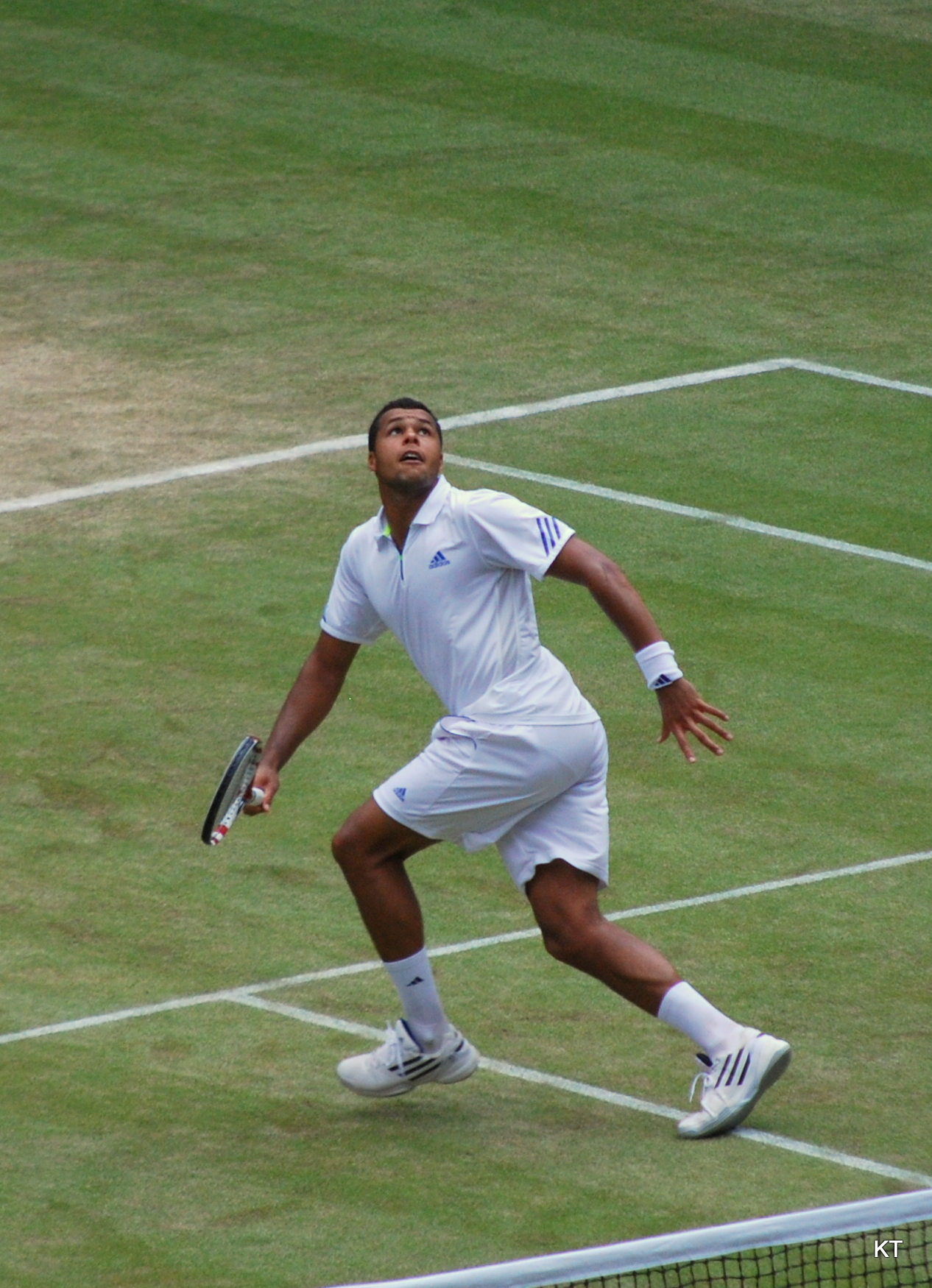
2011年ウィンブルドン選手権でのジョー＝ウィルフリード・ツォンガ

ウィンブルドンでは、準々決勝で第3シードのフェデラーを3-6, 6-7, 6-4, 6-4, 6-4の大逆転で破り、自身初の準決勝進出を決める。準決勝では第2シードのジョコビッチに6-7, 2-6, 7-6, 3-6で敗れた。全米オープンでは全米では初のベスト8に進出。準々決勝ではフェデラーに4-6, 3-6, 3-6で敗れた。9月のモゼール・オープンでは決勝でイワン・リュビチッチを6–3, 6–7(4), 6–3で破り2年ぶりのツアー6勝目を挙げた。最終戦のATPワールドツアー・ファイナルズで初めての決勝に進出したが、フェデラーに3–6, 7–6(6), 3–6で敗れた。2011年のATPワールドツアーでエース数825本がツアー1位にランクインされた。

### 2012年 ロンドン五輪銀メダル 世界5位

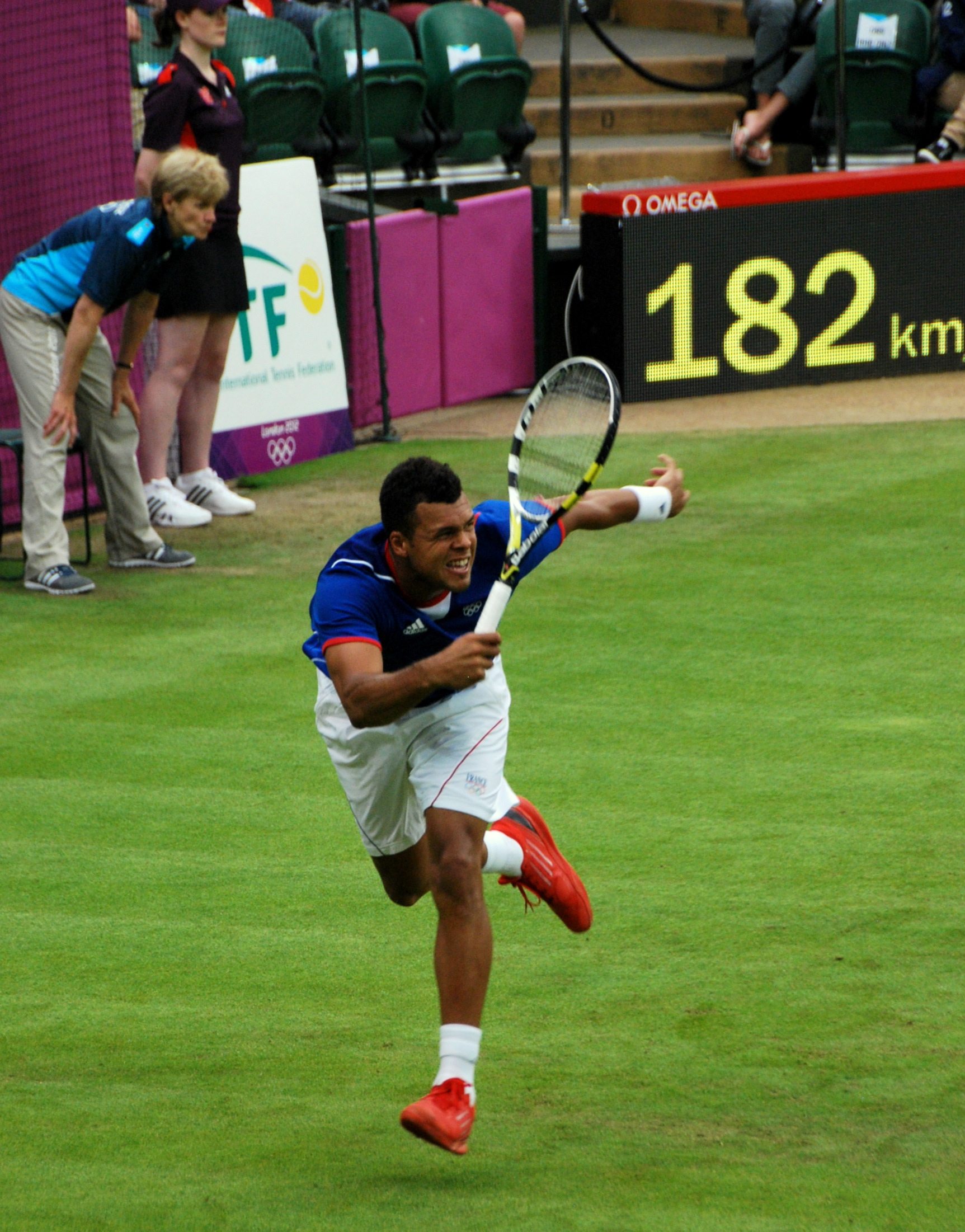
2012年ロンドン五輪でのジョー＝ウィルフリード・ツォンガ

開幕戦のカタール・エクソンモービル・オープン決勝でガエル・モンフィスを7–5, 6–3で破りシングルス8勝目を挙げた。しかし、全豪オープンでは4回戦で錦織圭に6-2, 2-6, 1-6, 6-3, 3-6で敗れた。2月27日付のランキングで自己最高の5位を記録している。全仏オープンでは自己初のベスト8に進出した。準々決勝では第1シードのジョコビッチに1–6, 7–5, 7–5, 6–7(6), 1–6でマッチポイントを逃して敗れた。ウィンブルドンでは2年連続のベスト4に進出し準決勝でマリーに3–6, 4–6, 6–3(6), 5–7で敗れた。
2012年7月のロンドン五輪で五輪に初出場した。シングルス2回戦ではミロシュ・ラオニッチに3-6, 6-3, 25-23で勝利した。試合時間は3時間57分でゲーム数の66は五輪最多記録となった。準々決勝でジョコビッチに 1-6, 5-7 で敗れた。ミカエル・ロドラと組んだダブルスでは、準決勝でスペインのフェレール/F・ロペス組に6-3, 4-6, 18-16で勝利し決勝に進出した。決勝ではブライアン兄弟組に4-6, 6-7で敗れはしたものの銀メダルを獲得した。年間最終ランキングは6位だった。

### 2013年 全仏ベスト4

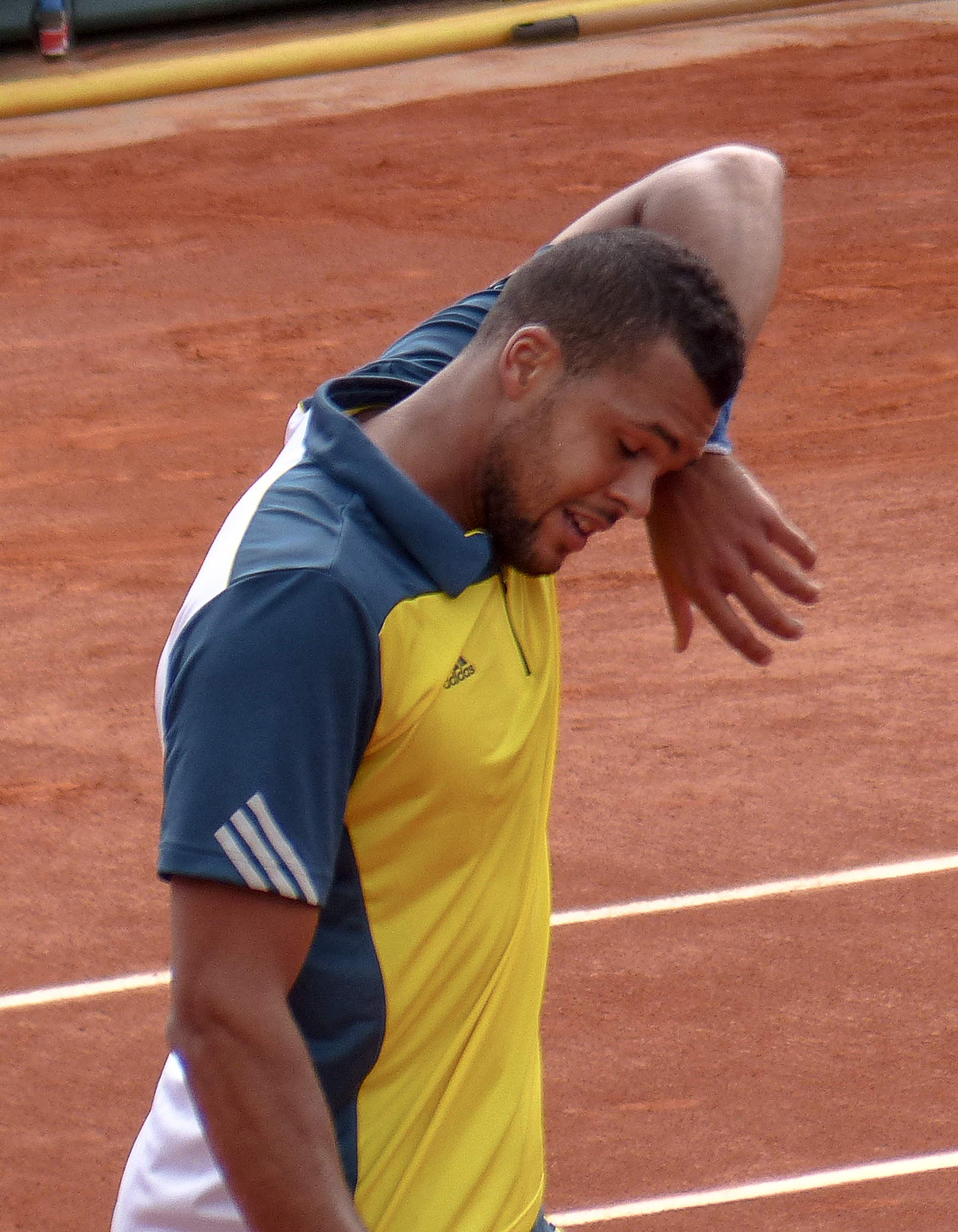
2013年全仏オープンでのジョー＝ウィルフリード・ツォンガ

全豪オープンでは準々決勝でフェデラーにフルセットで敗れた。2月の地元フランスでのオープン13の決勝でトマーシュ・ベルディハを破り、シングルス通算10個目のタイトルを手に入れた。全仏オープンでは準々決勝でフェデラーに7-5, 6-3, 6-3で勝利し、地元の全仏で初めてベスト4に進出。準決勝でダビド・フェレールに1-6, 6-7(3), 2-6で敗れ、地元の全仏での決勝進出はならなかった。

### 2014年 マスターズ2勝目 デビス杯準優勝 ホップマン杯初優勝
2014年5月14日、BNLイタリア国際2回戦にて通算300勝を達成、フランス人選手通算勝利数第10位となった。この年はグランドスラムは全て4回戦敗退だったが、8月のロジャーズ・カップにおいて3回戦でジョコビッチを、準々決勝でマリーを、決勝でフェデラーを7–5, 7–6(3)で破り、マスターズ2度目の優勝を果たした。またデビスカップでも4年ぶりに決勝に進出するが、フェデラーとスタン・ワウリンカ擁するスイスに敗れ、準優勝となった。

### 2015年 全仏ベスト4 マスターズ準優勝

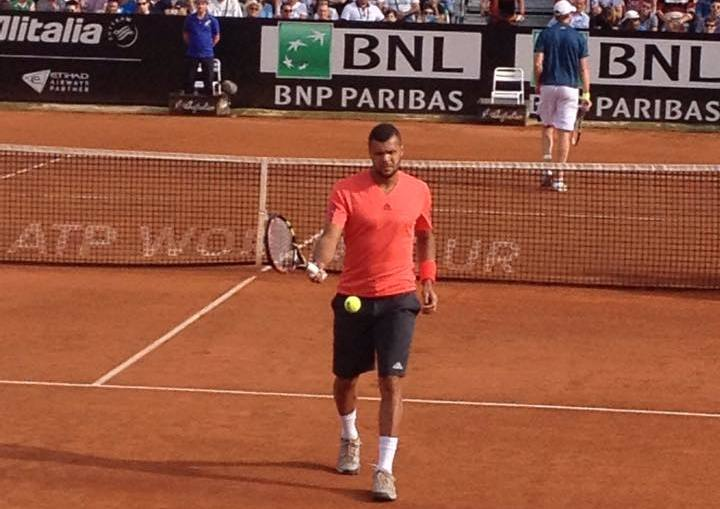
2015年ローマ・マスターズでのジョー＝ウィルフリード・ツォンガ

全仏オープンでは4回戦で第4シードのベルディハ、準々決勝で第5シードの錦織圭に6-1, 6-4, 4-6, 3-6, 6-3のフルセットで勝利し、地元の全仏での2年ぶり2度目のベスト4進出を果たした。準決勝ではワウリンカに3-6, 7-6(1), 6-7(3), 4-6で敗れ、またしても地元の全仏での決勝進出はならなかった。上海マスターズでは準決勝でナダルに6-4, 0-6, 7-5で勝利し、決勝進出。決勝でジョコビッチに2-6, 4-6で敗れた。

### 2016年 ウィンブルドン・全米ベスト8
2016年はウィンブルドンと全米オープンでベスト8入りした。モンテカルロ・マスターズでは準々決勝でフェデラーを下して4強入りしたが、準決勝でガエル・モンフィスに敗れた。リオ五輪にも出場したが2回戦敗退だった。エルステ・バンク・オープンでは準優勝だった。

### 2017年 デビス杯初優勝

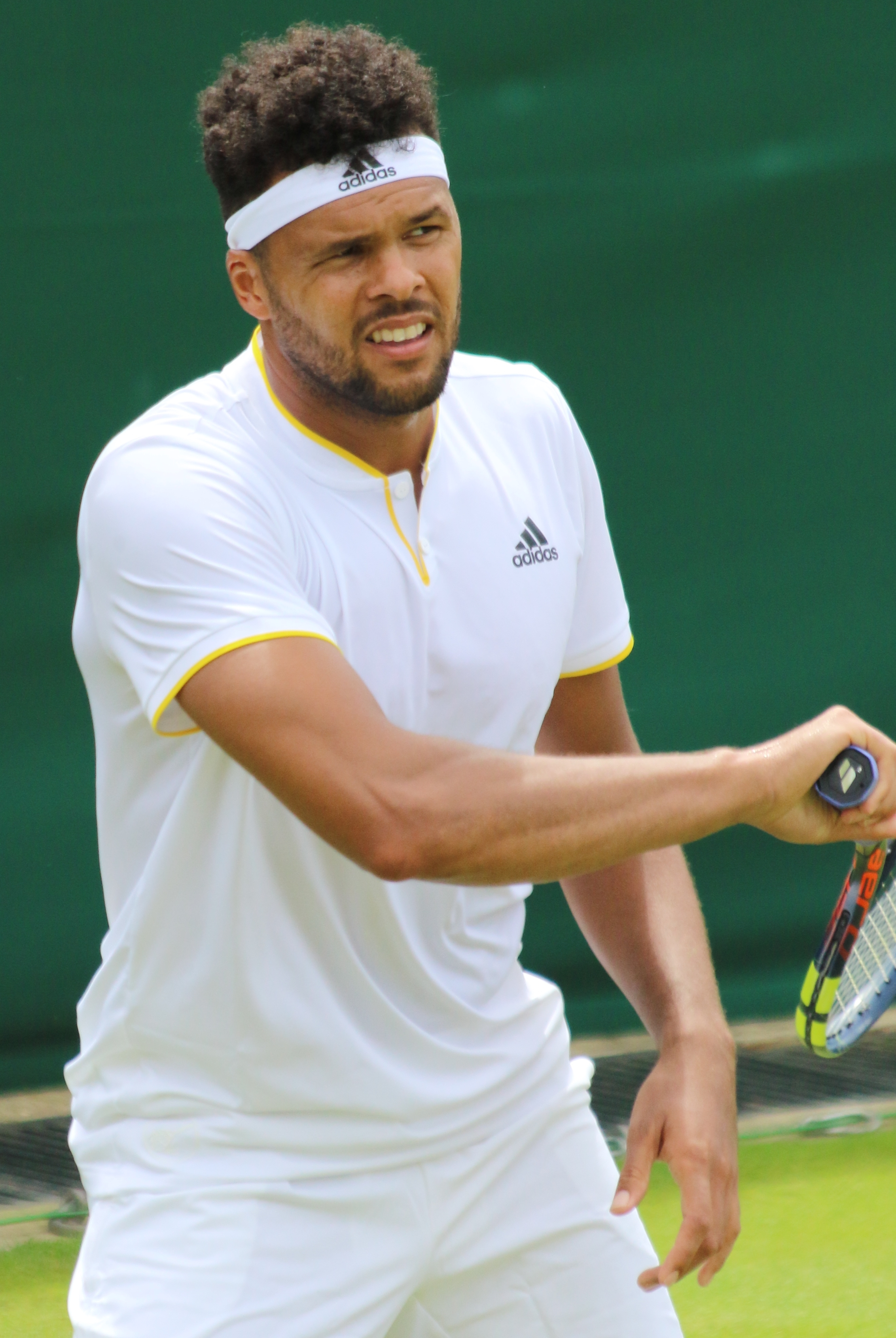
2017年ウィンブルドン選手権でのジョー＝ウィルフリード・ツォンガ

全豪オープンでもベスト8入りし、自身初めての3大会連続ベスト8入りを果たすが、準々決勝でワウリンカに敗れた。2月のABNアムロ世界テニス・トーナメントの準決勝でベルディハに勝利し、ツアー通算400勝を達成した。決勝ではダビド・ゴファンを下し、優勝した。続くオープン13でも決勝でリュカ・プイユに勝利し、2週連続優勝した。怪我の影響もあり、BNPパリバ・オープンからBNLイタリア国際までは結果を残せなかった。それでもリヨン・オープンでは決勝でベルディハに勝ち、優勝を飾った。夏から初秋にかけても苦戦したが、10月のヨーロピアン・オープンで優勝した。11月にはフランスのデビスカップ優勝に貢献した。年末順位は15位。

### 2018年 膝の手術で離脱 世界262位
2018年全豪オープンは3回戦敗退だった。南フランスオープンの準決勝で途中棄権すると、4月3日に膝の手術を受けた。クレーシーズンに復帰予定だったが、リハビリが長引き、全米オープンまで欠場した。5月28日には2007年8月以来のトップ50以下になった。9月のモゼール・オープンで復帰したが、1回戦で敗退した。ヨーロピアン・オープンで復帰後初白星を挙げた。2回戦で敗れると、その後勝利することなくシーズンを終えた。11月4日付の世界ランキングでは262位まで下落した。年間最終ランキングは239位だった。

### 2019年 トップ30復帰
2019年年始のブリスベン国際では4強入りした。全豪オープンは2回戦敗退だった。南フランスオープンでは決勝でピエール＝ユーグ・エルベールを6-4, 6-2で破り、優勝を果たした。モンテカルロ・マスターズは腰の問題で1回戦を途中棄権した。5月初めのボルドー・チャレンジャーで復帰したが、続くムチュア・マドリード・オープンは1回戦を棄権。すぐに再復帰し、全仏オープンは2回戦で錦織圭に敗れた。9月にはカシス・チャレンジャーとモゼール・オープンで2週連続優勝を果たした。年間最終順位は29位まで戻った。

### 2020年 再故障 トップ60陥落
2020年年始のカタール・エクソンモービル・オープンでは1回戦でミオミル・キツマノビッチに破れた。その後の2020年全豪オープンでは第28シードとして出場。1回戦アレクセイ・ポピリン戦を7-6(5),2-6,1-6のところを途中棄権すると、その後は腰痛により全休した。自身のSNSでの投稿では「2020年は忘れられることになる」とコメントし、「僕にはまだ、2021年に戻ってくる気力、渇望、強い想いがある。物事がよりよくなっていくことを願っている」と復帰への意欲を示した。2020年は怪我と新型コロナウィルスの拡大により、上記の2大会にしか出場できなかった。年間世界ランキングは62位。

### 2021年 世界250位圏外

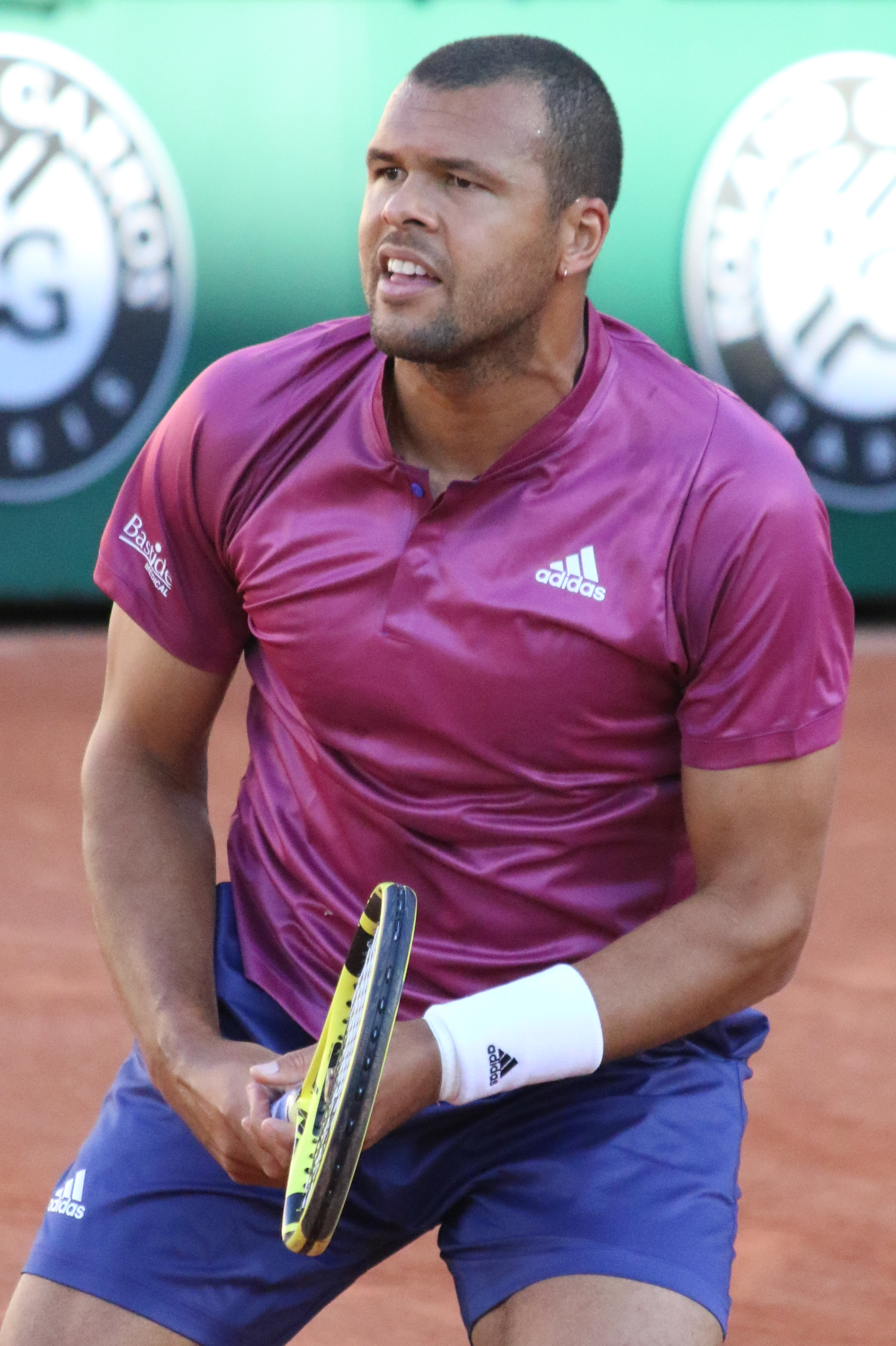
2021年全仏オープンでのジョー＝ウィルフリード・ツォンガ

2021年2月の南フランス・オープンで1年1か月ぶりにツアー復帰。1回戦でセバスチャン・コルダに4-6, 2-6のストレートで敗退したが、ダブルスではベスト8入り。翌月のオープン13の1回戦でフェリシアーノ・ロペスを3-6, 6-4, 7-5で破り、1年4か月ぶりの白星をあげた。2回戦ではウゴ・アンベールに3-6, 4-6で敗れた。ドバイ・テニス選手権ではマレク・ジャジリ戦で3-3の時点で途中棄権。
バルセロナ・オープンではイゴール・ゲラシモフに5-7, 1-6で初戦敗退。リヨン・オープンでも初戦敗退。全仏オープンでは1回戦で西岡良仁に4-6, 2-6, 6-3, 6-7(5)で敗れた。ダブルスでは2回戦敗退。イーストボーン国際でも初戦敗退。7月のウィンブルドン選手権ではマイケル・イマーに5-7, 7-6(4), 7-5, 4-6, 3-6のフルセットの末に敗退した。その後は脹脛の怪我によりツアーを再度離脱。全米オープンを含む残りの大会をすべて欠場。2年間にわずか1勝と苦しむ。年間最終世界ランキングは263位。

### 2022年 引退

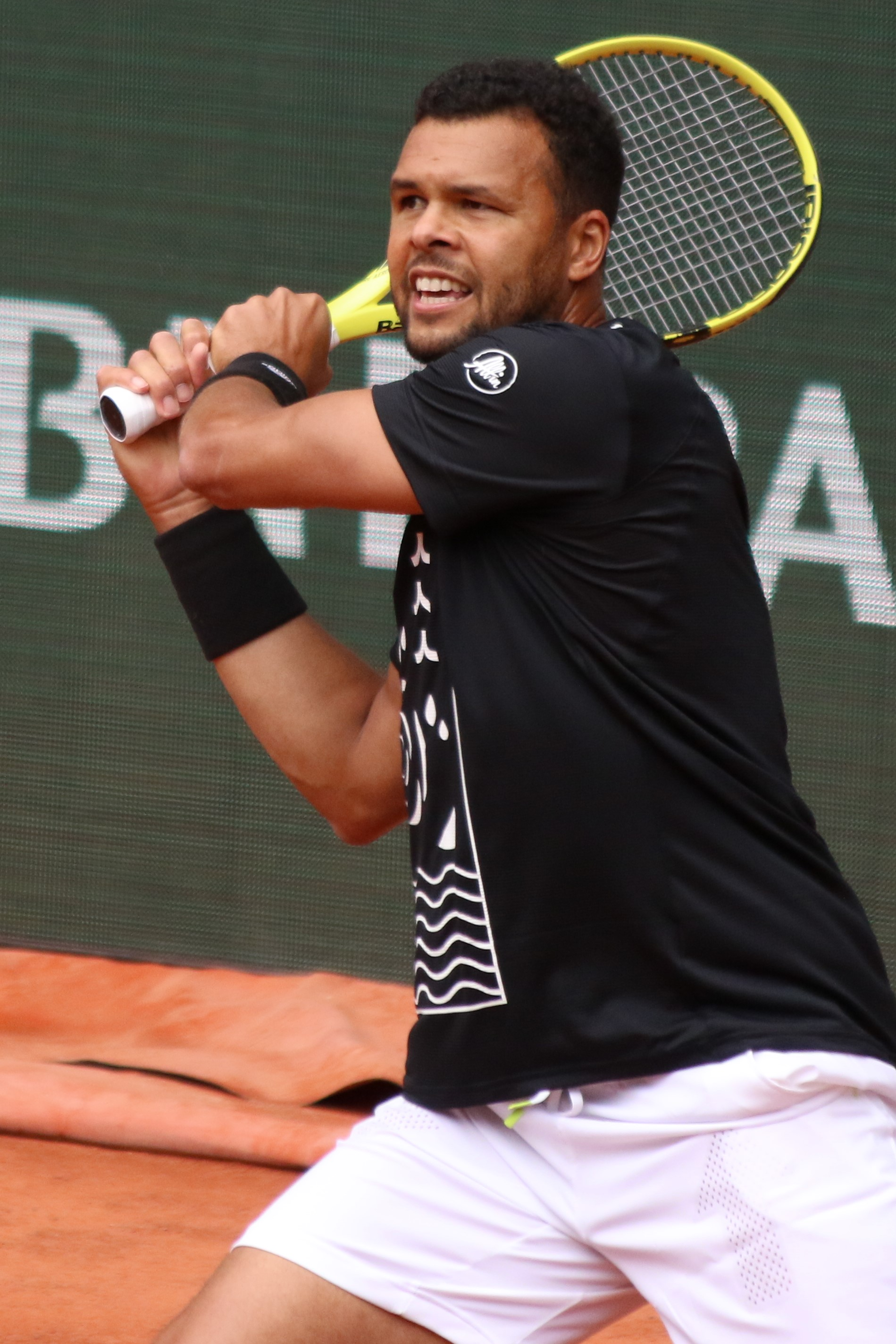
2022年全仏オープンでのジョー＝ウィルフリード・ツォンガ

1月下旬のカンペール・チャレンジャーで実戦復帰。2回戦で同胞のアレクサンドル・ミュレールに2-6, 6-4, 4-6で敗退した。続く2月の南フランス・オープン1回戦を突破して勝利を挙げる。2回戦でフィリップ・クライノビッチに4-6, 6-7(2)で敗れた。ダブルスではベスト8入り。ABNアムロ世界テニス・トーナメントでは1回戦でホベルト・ホルカシュに4-6, 6-7(7)の接戦で敗れた。オープン13では1回戦で同胞のジル・シモンに6-2, 6-4で勝利するも、2回戦でフェリックス・オジェ＝アリアシムに6-7(3), 2-6で敗退した。2月下旬のポー・チャレンジャーではロマン・サフィウリンに初戦敗退。3月のマイアミ・オープンではジョーダン・トンプソンに7-6(1), 4-6, 4-6のフルセットで敗退。
4月には自身のSNSで全仏オープンでの引退を表明。モンテカルロ・マスターズではマリン・チリッチに2-6, 2-6で初戦敗退。エクス＝アン＝プロヴァンス・チャレンジャーではグレゴワール・バレールに3-6, 6-4, 5-7で初戦敗退。リヨン・オープンではアレックス・モルカンに4-6, 4-6で1回戦敗退。迎えた5月24日、全仏オープン1回戦では第8シードのキャスパー・ルードに7-6(6), 6-7(4), 2-6, 6-7(0)で敗れて、競技生活に別れを告げる。試合終了後の引退セレモニーにはジル・シモン、ガエル・モンフィス、ブノア・ペール、リシャール・ガスケら同胞も参加。BIG４からのビデオメッセージも流された。

## プレースタイル
パワフルで重いフォアハンド、強力なサーブを武器とするオールラウンドプレイヤー。
サーブは最速237km/h(147 mph)を記録している。ネットプレーもうまく、リズムにのると最強プレイヤーであるジョコビッチやフェデラー等を破る爆発力も持っている。

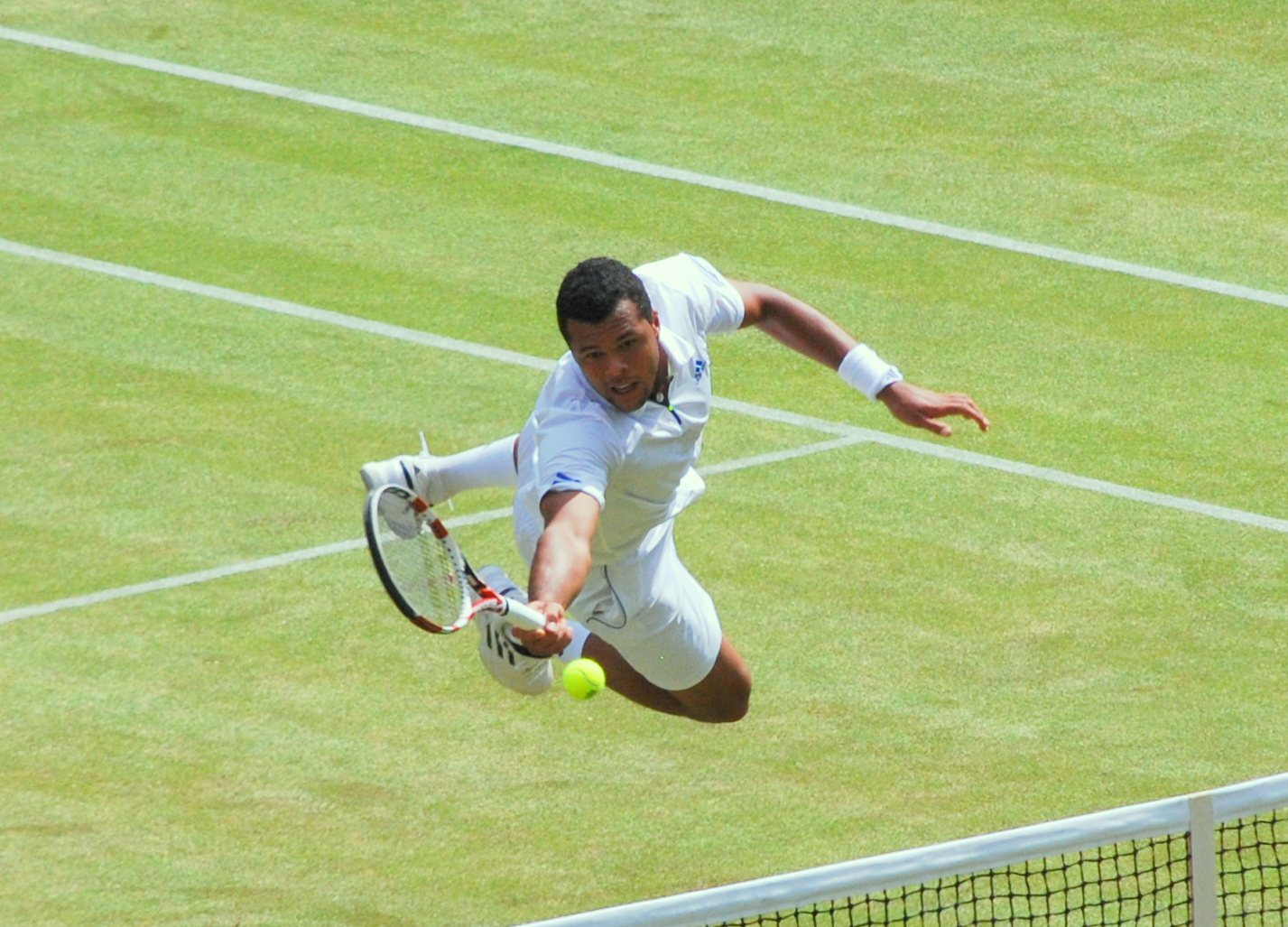
2011年ウィンブルドン選手権でのジョー＝ウィルフリード・ツォンガのネットプレー

キャリアを通して何度か、バックハンドが弱点だと批判されてきた。しかし、同胞のジル・シモンは、こうした継続的な批判がツォンガのパフォーマンスに影響しているように感じており、「苦手なショットにばかり注目することで、周りが彼を弱らせてしまった。弱点に取り組むとなかなか成長しないから、自信がすり減ってしまう」と話している。

## 主要大会決勝

### グランドスラム決勝

#### シングルス: 1 (1準優勝)
| 結果   | 年     | 大会         | サーフェス | 対戦相手             | スコア                  |
| ------ | ------ | ------------ | ---------- | -------------------- | ----------------------- |
| 準優勝 | 2008年 | 全豪オープン | ハード     | ノバク・ジョコビッチ | 6-4, 4-6, 3-6, 6-7(2-7) |

### 年間最終戦決勝

#### シングルス: 1 (1準優勝)
| 結果   | 年     | 大会     | サーフェス    | 対戦相手             | スコア             |
| ------ | ------ | -------- | ------------- | -------------------- | ------------------ |
| 準優勝 | 2011年 | ロンドン | ハード (室内) | ロジャー・フェデラー | 3-6, 7-6(8-6), 3-6 |

### マスターズ1000決勝

#### シングルス: 4 (2タイトル, 2準優勝)
| 結果   | 年     | 大会     | サーフェス    | 対戦相手                 | スコア        |
| ------ | ------ | -------- | ------------- | ------------------------ | ------------- |
| 優勝   | 2008年 | パリ     | ハード (室内) | ダビド・ナルバンディアン | 6-3, 4-6, 6-4 |
| 準優勝 | 2011年 | パリ     | ハード (室内) | ロジャー・フェデラー     | 1-6, 6-7(3-7) |
| 優勝   | 2014年 | トロント | ハード        | ロジャー・フェデラー     | 7-5, 7-6(7-3) |
| 準優勝 | 2015年 | 上海     | ハード        | ノバク・ジョコビッチ     | 2-6, 4-6      |

#### ダブルス: 1 (1タイトル)
| 結果 | 年     | 大会 | サーフェス | パートナー           | 対戦相手                                              | スコア   |
| ---- | ------ | ---- | ---------- | -------------------- | ----------------------------------------------------- | -------- |
| 優勝 | 2009年 | 上海 | ハード     | ジュリアン・ベネトー | マリウシュ・フィルステンベルク マルチン・マトコフスキ | 6-2, 6-4 |

### オリンピック決勝

#### ダブルス: 1 (1銀メダル)
| 結果   | 年     | 大会         | サーフェス | パートナー       | 対戦相手                            | スコア        |
| ------ | ------ | ------------ | ---------- | ---------------- | ----------------------------------- | ------------- |
| 準優勝 | 2012年 | ロンドン五輪 | 芝         | ミカエル・ロドラ | ボブ・ブライアン マイク・ブライアン | 4-6, 6-7(2-7) |

## ATPツアー決勝進出結果

### シングルス: 30回 (18勝12敗)
| 大会グレード                    |
| グランドスラム (0–1)            |
| ATPファイナルズ (0–1)           |
| ATPツアー・マスターズ1000 (2–2) |
| ATPツアー500 (2–4)              |
| ATPツアー250 (14–4)             |

| サーフェス別タイトル |
| ハード (17–11)       |
| クレー (1–0)         |
| 芝 (0–1)             |
| カーペット (0–0)     |

| 結果   | No. | 決勝日         | 大会           | サーフェス    | 対戦相手                         | スコア                  |
| ------ | --- | -------------- | -------------- | ------------- | -------------------------------- | ----------------------- |
| 準優勝 | 1.  | 2008年1月31日  | 全豪オープン   | ハード        | ノバク・ジョコビッチ             | 6-4, 4-6, 3-6, 6-7(2-7) |
| 優勝   | 1.  | 2008年9月28日  | バンコク       | ハード (室内) | ノバク・ジョコビッチ             | 7-6(7-4), 6-4           |
| 優勝   | 2.  | 2008年11月2日  | パリ           | ハード (室内) | ダビド・ナルバンディアン         | 6-3, 4-6, 6-4           |
| 優勝   | 3.  | 2009年2月2日   | ヨハネスブルグ | ハード        | ジェレミー・シャルディー         | 6-4, 7-6(7-5)           |
| 優勝   | 4.  | 2009年2月16日  | マルセイユ     | ハード (室内) | ミカエル・ロドラ                 | 7-5, 7-6(7-3)           |
| 優勝   | 5.  | 2009年10月5日  | 東京           | ハード        | ミハイル・ユージニー             | 6-3, 6-3                |
| 準優勝 | 2.  | 2011年2月13日  | ロッテルダム   | ハード (室内) | ロビン・セーデリング             | 3-6, 6-3, 3-6           |
| 準優勝 | 3.  | 2011年6月13日  | ロンドン       | 芝            | アンディ・マリー                 | 6-3, 6-7(2-7), 4-6      |
| 優勝   | 6.  | 2011年9月25日  | メス           | ハード (室内) | イワン・リュビチッチ             | 6-3, 6-7(4-7), 6-3      |
| 優勝   | 7.  | 2011年10月30日 | ウィーン       | ハード (室内) | フアン・マルティン・デル・ポトロ | 6-7(5-7), 6-3, 6-4      |
| 準優勝 | 4.  | 2011年11月13日 | パリ           | ハード (室内) | ロジャー・フェデラー             | 1-6, 6-7(3-7)           |
| 準優勝 | 5.  | 2011年11月27日 | ロンドン       | ハード (室内) | ロジャー・フェデラー             | 3-6, 7-6(8-6), 3-6      |
| 優勝   | 8.  | 2012年1月7日   | ドーハ         | ハード        | ガエル・モンフィス               | 7-5, 6-3                |
| 優勝   | 9.  | 2012年9月23日  | メス           | ハード (室内) | アンドレアス・セッピ             | 6-1, 6-2                |
| 準優勝 | 6.  | 2012年10月7日  | 北京           | ハード        | ノバク・ジョコビッチ             | 6-7(4-7), 2-6           |
| 準優勝 | 7.  | 2012年10月21日 | ストックホルム | ハード (室内) | トマーシュ・ベルディハ           | 6-4, 4-6, 4-6           |
| 優勝   | 10. | 2013年2月24日  | マルセイユ     | ハード (室内) | トマーシュ・ベルディハ           | 3-6, 7-6(8-6), 6-4      |
| 準優勝 | 8.  | 2013年9月22日  | メス           | ハード (室内) | ジル・シモン                     | 4-6, 3-6                |
| 準優勝 | 9.  | 2014年2月23日  | マルセイユ     | ハード (室内) | エルネスツ・グルビス             | 6-7(5-7), 4-6           |
| 優勝   | 11. | 2014年8月10日  | トロント       | ハード        | ロジャー・フェデラー             | 7-5, 7-6(7-3)           |
| 優勝   | 12. | 2015年9月27日  | メス           | ハード (室内) | ジル・シモン                     | 7-6(7-5), 1-6, 6-2      |
| 準優勝 | 10. | 2015年10月18日 | 上海           | ハード        | ノバク・ジョコビッチ             | 2-6, 4-6                |
| 準優勝 | 11. | 2016年10月30日 | ウィーン       | ハード (室内) | アンディ・マリー                 | 3-6, 6-7(6-8)           |
| 優勝   | 13. | 2017年2月19日  | ロッテルダム   | ハード (室内) | ダビド・ゴファン                 | 4-6, 6-4, 6-1           |
| 優勝   | 14. | 2017年2月26日  | マルセイユ     | ハード (室内) | リュカ・プイユ                   | 6-4, 6-4                |
| 優勝   | 15. | 2017年5月27日  | リヨン         | クレー        | トマーシュ・ベルディハ           | 7-6(7-2), 7-5           |
| 優勝   | 16. | 2017年10月22日 | アントワープ   | ハード (室内) | ディエゴ・シュワルツマン         | 6-3, 7-5                |
| 準優勝 | 12. | 2017年10月29日 | ウィーン       | ハード (室内) | リュカ・プイユ                   | 1-6, 4-6                |
| 優勝   | 17. | 2019年2月10日  | モンペリエ     | ハード (室内) | ピエール＝ユーグ・エルベール     | 6-4, 6-2                |
| 優勝   | 18. | 2019年9月22日  | メス           | ハード (室内) | アルヤジ・ベデネ                 | 6-7(4-7), 7-6(7-4), 6-3 |

### ダブルス: 8回 (4勝4敗)
| 結果   | No. | 決勝日         | 大会         | サーフェス        | パートナー               | 対戦相手                                              | スコア                 |
| ------ | --- | -------------- | ------------ | ----------------- | ------------------------ | ----------------------------------------------------- | ---------------------- |
| 優勝   | 1.  | 2007年10月28日 | リヨン       | カーペット (室内) | セバスチャン・グロジャン | ルカシュ・クボット ロブロ・ゾブコ                     | 6-4, 6-3               |
| 優勝   | 2.  | 2008年1月7日   | シドニー     | ハード            | リシャール・ガスケ       | ボブ・ブライアン マイク・ブライアン                   | 4-6, 6-4, [11-9]       |
| 優勝   | 3.  | 2009年1月11日  | ブリスベン   | ハード            | マルク・ジケル           | フェルナンド・ベルダスコ ミーシャ・ズベレフ           | 6-4, 6-3               |
| 優勝   | 4.  | 2009年10月18日 | 上海         | ハード            | ジュリアン・ベネトー     | マリウシュ・フィルステンベルク マルチン・マトコフスキ | 6-2, 6-4               |
| 準優勝 | 1.  | 2011年2月20日  | マルセイユ   | ハード (室内)     | ジュリアン・ベネトー     | ロビン・ハーセ ケン・スクプスキ                       | 3-6, 7-6(7-4), [11-13] |
| 準優勝 | 2.  | 2012年2月26日  | マルセイユ   | ハード (室内)     | ダスティン・ブラウン     | エドゥアール・ロジェ＝バセラン ニコラ・マユ           | 6-3, 3-6, [6-10]       |
| 準優勝 | 3.  | 2012年8月4日   | ロンドン五輪 | 芝                | ミカエル・ロドラ         | ボブ・ブライアン マイク・ブライアン                   | 4-6, 6-7(2-7)          |
| 準優勝 | 4.  | 2013年9月22日  | メス         | ハード (室内)     | ニコラ・マユ             | レイベン・クラーセン フレデリク・ニールセン           | 4-6, 6-7(5-7)          |

## シングルス成績

### シングルス
略語の説明
| W | F | SF | QF | #R | RR | Q# | LQ | A | Z# | PO | G | S | B | NMS | P | NH |

W=優勝, F=準優勝, SF=ベスト4, QF=ベスト8, #R=#回戦敗退, RR=ラウンドロビン敗退, Q#=予選#回戦敗退, LQ=予選敗退, A=大会不参加, Z#=デビスカップ/BJKカップ地域ゾーン, PO=デビスカップ/BJKカッププレーオフ, G=オリンピック金メダル, S=オリンピック銀メダル, B=オリンピック銅メダル, NMS=マスターズシリーズから降格, P=開催延期, NH=開催なし.

#### 4大大会
| 大会           | 2003 | 2004 | 2005 | 2006 | 2007 | 2008 | 2009 | 2010 | 2011 | 2012 | 2013 | 2014 | 2015 | 2016 | 2017 | 2018 | 2019 | 2020 | 2021 | 2022 | 通算成績 |
| -------------- | ---- | ---- | ---- | ---- | ---- | ---- | ---- | ---- | ---- | ---- | ---- | ---- | ---- | ---- | ---- | ---- | ---- | ---- | ---- | ---- | -------- |
| 全豪オープン   | A    | A    | A    | A    | 1R   | F    | QF   | SF   | 3R   | 4R   | QF   | 4R   | A    | 4R   | QF   | 3R   | 2R   | 1R   | A    | A    | 37–13    |
| 全仏オープン   | LQ   | LQ   | 1R   | A    | A    | A    | 4R   | 4R   | 3R   | QF   | SF   | 4R   | SF   | 3R   | 1R   | A    | 2R   | A    | 1R   | 1R   | 28–13    |
| ウィンブルドン | A    | A    | A    | A    | 4R   | A    | 3R   | QF   | SF   | SF   | 2R   | 4R   | 3R   | QF   | 3R   | A    | 3R   | NH   | 1R   | A    | 32–12    |
| 全米オープン   | A    | LQ   | A    | A    | 3R   | 3R   | 4R   | A    | QF   | 2R   | A    | 4R   | QF   | QF   | 2R   | A    | 1R   | A    | A    | A    | 24–10    |

※: 2009年ウィンブルドン2回戦の不戦勝は通算成績に含まない

#### 大会最高成績
| 大会                 | 成績 | 年               |
| -------------------- | ---- | ---------------- |
| ATPファイナルズ      | F    | 2011             |
| インディアンウェルズ | QF   | 2013             |
| マイアミ             | QF   | 2009, 2010, 2012 |
| モンテカルロ         | SF   | 2013, 2016       |
| マドリード           | QF   | 2013             |
| ローマ               | QF   | 2010, 2012       |
| カナダ               | W    | 2014             |
| シンシナティ         | 3R   | 2016             |
| 上海                 | F    | 2015             |
| パリ                 | W    | 2008             |
| ハンブルク           | 2R   | 2008             |
| オリンピック         | QF   | 2012             |
| デビスカップ         | W    | 2017             |
| ATPカップ            | A    | 出場なし         |

#### 世界ランキング
|      | 2004 | 2005 | 2006 | 2007 | 2008 | 2009 | 2010 | 2011 | 2012 | 2013 | 2014 | 2015 | 2016 | 2017 | 2018 | 2019 | 2020 | 2021 |
| ---- | ---- | ---- | ---- | ---- | ---- | ---- | ---- | ---- | ---- | ---- | ---- | ---- | ---- | ---- | ---- | ---- | ---- | ---- |
| 順位 | 157  | 345  | 212  | 43   | 6    | 10   | 13   | 6    | 8    | 10   | 12   | 10   | 12   | 15   | 239  | 29   | 62   | 263  |